# Odia
Odia (tot 1 november 2011 Oriya genoemd) is een Indo-Arische taal en de officiële taal van de Indiase staat Odisha.
Het Odia schrift lijkt op het Devanagari en het Thaise schrift. De cijfers wijken af van die in het Devanagari. De taal heeft ongeveer 31 miljoen sprekers.

## Odia in Unicode
Het Unicode-bereik van Odia is U+0B01 ... U+0B71.

## Media
- Samaja is een Odia-dagblad, opgericht in 1919, dat uitkomt in Odisha.